# 香港康體發展局
香港康體發展局（英語：Hong Kong Sports Development Board），簡稱康體局，是香港一個曾經存在的法定機構，於1990年根據香港法例第1149章《香港康體發展局條例》成立，負責促進本港康體活動的發展，並推廣及發展香港的康樂和體育事務。
1994年，康體局與香港體育學院合併，接手管理精英運動員培訓計劃。康體局除了每年獲政府撥款資助之外，亦有來自香港賽馬會設立的信託基金捐款，作為收入來源。
2004年10月1日，康體發展局解散，由同日成立的「香港體育學院有限公司」代替其使命，繼續香港精英體育培訓和發展。

## 歷史
政府於1989年10月成立「臨時香港康體發展局」，以改革體育行政架構，並於1990年通過《香港康體發展局條例》正式成為法定機構。成立初期獲香港賽馬會一次過捐助二億港元，而經常開支由政府每年的撥款支付，不足之處則由馬會捐款成立信託基金所衍生的收入補貼。

## 歷任主席
- 洪承禧（2000年4月1日- 2003年3月31日）
- 許晉奎（2003年4月1日 - 2004年9月30日）

## 另見
- 奧運大樓（原名「體育大樓」）

## 外部參考
- 香港康體發展局（公告）
- 第1149章 《香港康體發展局條例》 (已廢除)
- 第1175章 《香港康體發展局(廢除)條例》